# 見沼

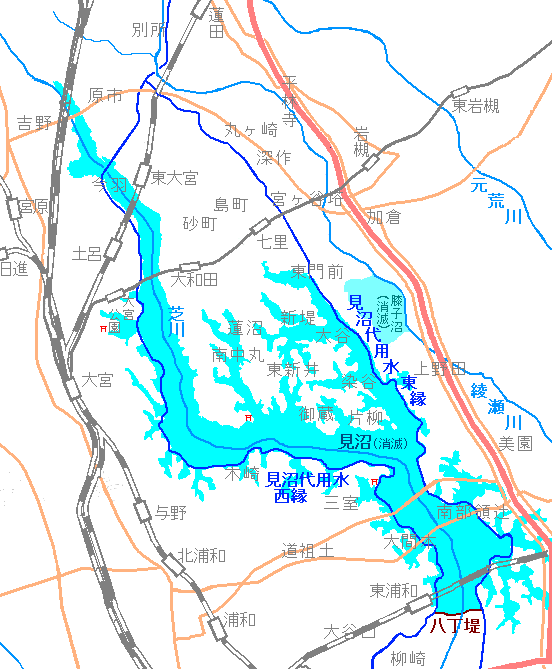
見沼（地図中水色）は現在のさいたま市東部に広がっていた

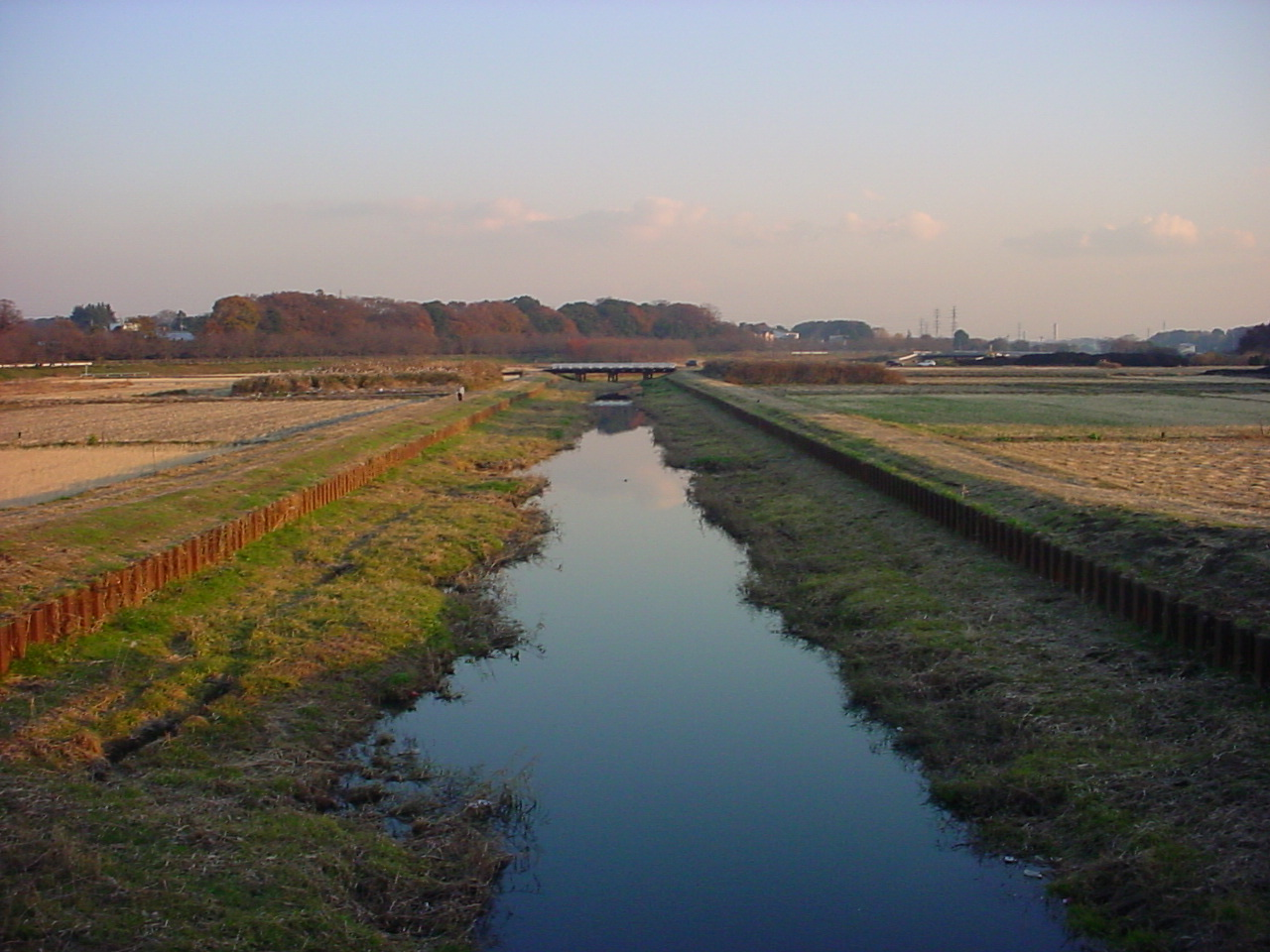
現在の見沼田んぼ（見沼区加田屋一丁目付近）、中央の河川は加田屋川

見沼（みぬま）は、かつての武蔵国、現在の埼玉県さいたま市（北区・大宮区・見沼区・浦和区・緑区）と川口市に存在した巨大な沼である。現在も広い緑地空間があり、「見沼田んぼ」と呼ばれている。

## 地域
以下に、現在の見沼田んぼに該当する区域を挙げる。注記がない町字は全域が該当する。
- 芝川・見沼代用水西縁沿い
  - 川口市 - 差間・行衛の各一部
  - さいたま市緑区 - 大間木の東部（飛地）・大牧（東部）・下山口新田（八丁堤以北）、蓮見新田・間宮（西部）・見沼・大崎（西部）・宮後、新宿、大道、三浦
  - さいたま市見沼区 - 片柳（南部）・見山・西山新田・西山村新田（一部）・東新井（一部）・中川（一部）・上山口新田・新右エ門新田・南中丸（一部）・大和田町（一部）・砂町
  - さいたま市浦和区 - 三崎・大原
  - さいたま市大宮区 - 北袋町（一部）・天沼町（東部）・堀の内町（東部）、寿能町（東部）
  - さいたま市北区 - 見沼・砂町・本郷町（東部）
- 加田屋川・見沼代用水東縁沿い
  - さいたま市緑区 - 南部領辻の西部
  - さいたま市見沼区 - 片柳（東部）・片柳東・加田屋・膝子（一部）・大谷（一部）・東宮下（一部）・新堤（一部）

## 歴史
縄文時代には古芝川が大宮台地を浸食した谷に、奥東京湾が入り込んでいた。このため、この地の周辺には貝塚が点在している。奥東京湾は弥生時代に入ると海岸線が後退し（海退という）、見沼・入江沼・鳩沼・深作沼（鶴巻沼）など多数の沼がつながる広大な沼沢地となった。見沼は三沼・箕沼・御沼とも表され、Y字型で3方向に湾曲して伸び、岬や入江も多い複雑な地形であった。氷川神社はこの沼の水神を祀ったことから始まったとする説があり、沼岸には氷川神社・中氷川神社（現中山神社）・氷川女体神社がある。
江戸時代に入ると、それまで手付かずであった見沼も開発が始まった。1629年、関東郡代の伊奈忠治が、多くの新田が開発された芝川下流域（現川口市）の灌漑用水を確保するために、木曽呂村・附嶋村（現：さいたま市緑区大字大間木字八町・附島付近と川口市木曽呂付近）に長さ8町（約870メートル）の堤防八丁堤を建設して水を溜め、このダムが作る灌漑用貯水池を見沼溜井と称した。平均水深8尺（約2.7メートル）、周囲10里（約40キロメートル）にも及ぶ溜井により、下流の灌漑は成功したが、その一方で、見沼周辺では多くの田畑が水没した（「水いかり」）。
1675年、江戸商人・加田屋の坂東助右衛門は、一部を干拓して入江新田を開拓するが、この干拓により溜井の一部を綾瀬川へ流下させたため貯水能力が低下、下流の村から新田取り潰しの訴訟が起き、結局1718年に溜井へ復元させられた。しかしながら土砂堆積で、溜井の貯水能力は低下の一途をたどり、水害も頻発するようになった。
享保年間、輪王寺6代・輪王寺宮4代、公寛法親王が江戸往来の途上、膝子村で水害に悩む村民から溜井廃止を懇願され、窮状が江戸幕府へ伝わった。
1727年、折りしも享保の改革の一環として新田開発を進めていた8代将軍・徳川吉宗は勘定吟味役に紀州藩士・井沢弥惣兵衛を登用して見沼溜井の干拓を開始した。井沢は溜井に代わる水源として見沼代用水を現・行田市の利根川から約60 kmにわたり開削して灌漑用水とする一方で、八丁堤を破り、溜井最低部に排水路を開削して芝川と結び、荒川へ放水する工事を1年で完成させた。
見沼干拓後は、加田屋など商業資本も加わった新田開発が進み、開発面積1,228 ha、新田面積1,172 haの見沼田んぼが完成した。それ以後、この地は肥沃な穀倉地帯となった。さらに見沼干拓に併せて、八丁堤跡に享保16年（1731年）に建設された見沼通船堀により、江戸とを結ぶ見沼通船が開通、見沼代用水流域の川船輸送の発達にもつながった。
戦前の1934年（昭和9年）、東京府東京市は村山貯水池（多摩湖）・山口貯水池（狭山湖）に続く、第三の貯水池の建設場所を見沼田んぼ一帯とする計画を発表した。しかし、水没対象となる地域の市町村、すなわち浦和市・尾間木村・三室村・野田村・大宮町・大砂土村・片柳村・七里村・春岡村（以上、現さいたま市）、原市町（現上尾市）、芝村・神根村（以上、現川口市）、大門村（現さいたま市および川口市）の農民らの反対運動や日中戦争の激化により、1939年（昭和14年）に、東京市は貯水池計画を撤回した。
20世紀後半に入ると、埼玉県は積極的に見沼田んぼの保全に向けた動きを次々と打ち出していった。1965年（昭和40年）には、「見沼田圃農地転用方針」（通称「見沼三原則」）を制定した。この結果、大宮市・浦和市にある見沼地区の農地転用は禁止され、原則として開発行為が不可能となった。更に1969年（昭和44年）には、「見沼田圃の取扱いについて」（通称「見沼三原則補足」）を制定した。そして1995年（平成7年）には、「見沼三原則」・「見沼三原則補足」に代わる新たな土地利用の基準として、「見沼田圃の保全・活用・創造の基本方針」を策定した。これ以後現在に至るまで、埼玉県南部は急速な都市化の波が押し寄せたにもかかわらず、首都圏最大と言われる緑地帯を保ってきている。
見沼全体としては、一部市街化、公園化しているがほぼ原型を保っている。最も市街地に近いところでは、さいたま新都心駅から東方900 mの北袋町に農地が残っている。さいたま市は今後見沼セントラルパーク構想に基づき、見沼に100ヘクタールの公園緑地帯を創出させる計画としており、見沼田圃公有地化推進事業を実施し、公園化を促進している。先行事業として、2007年（平成19年）には大宮区に「合併記念見沼公園」が開園している。
なお、東京都足立区の見沼代親水公園は、見沼代用水が現在の足立区北西部まで引かれていたため、1984年（昭和59年）に用水付近が公園として整備された際に命名されたもので、見沼そのものに直接由来する名称ではない。公園の最寄り駅である見沼代親水公園駅（東京都交通局日暮里・舎人ライナー）も、同様に足立区に所在する。

## 伝説

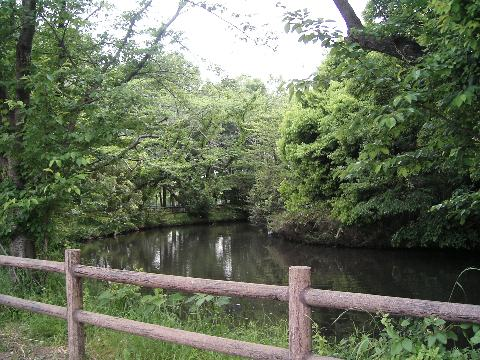
氷川女体神社に残る磐船祭の祭祀の遺跡

竜の形をした見沼には竜神が住んでいるとされ、周辺の村々にはさまざまな竜神伝説が残っている。たとえば、その竜神が住んでいると考えられていた四本竹という場所（現・緑区大字下山口新田字四本竹）では、近隣の氷川女体神社が、竜神を鎮めるために磐船祭という行事を江戸時代の終わり頃まで行っていた。見沼の干拓が始まる頃、竜神は見沼に住めなくなってしまうので美女に姿を変え井沢弥惣兵衛のもとに工事の延期をお願いをしに行った、また怒って嵐を起こしたなどといわれている。しかし見沼の干拓は完了してしまった。現さいたま市緑区の間宮村や現川口市の差間村、行衛村などでは竜神は印旛沼に引っ越したとも言い伝えられる。
干拓前の出来事を伝える見沼の笛の物語もある。まだ大きな沼であった見沼の周辺の村々では、夕暮れ時になるとどこからか美しい笛の音が聞こえてきて、村人の若い男性たちは、この音色に誘われて歩いてゆき、見沼で姿を消してしまうという事件が相次いだ。見沼の主が若者を生贄として連れ去ったと考えた村人達は供養塔を建立した。それが現さいたま市見沼区の大和田にある塔だという。
このように、見沼周辺の村々には多くの伝説、伝承の類が伝わっており、地元で発行された郷土資料や絵本に収録されている。

## 現代の見沼
市民、自治体は熱心に保全活動をしてはいたが、首都圏25キロ圏といった立地や戦後からの劇的な市街化によって見沼も少なからず影響を受けている。芝川、加田屋川では下水の流入により水質は悪化、以前の清流を失ってしまっている。見沼の緑地においても、広大な水田は、日本国政府の減反政策による畑への転作や、耕作放棄による荒れ地となり、良好な景観とはいえなくなっている。
また、中心市街地からの距離が遠い旧浦和市域に比べ、中心市街地に近い旧大宮市域のほうが、見沼にあたる地域での開発が進められた。埼玉県が設立したさいたま緑のトラスト協会による『緑のトラスト保全地第一号地』として、南部領辻の斜面林が保全されている。
さいたま市緑区上野田にある野田山は「野田のさぎ山」とよばれ、鷺の繁殖地であった。これは、日光御成街道を通る江戸幕府の将軍も立ち寄って鷺を見たという有名な繁殖地で、明治には禁猟区、昭和には特別天然記念物に指定された。しかし、都市化の波は避けられず、日光御成街道は国道122号となり交通量も増加した上に、水田も減少（畑に転作）したことで、いつしか鷺は姿を消した。天然記念物の指定も1984年（昭和59年）に解除されて、「さぎ山記念公園」として、その名をとどめている。

### 見沼田圃の現在の土地利用

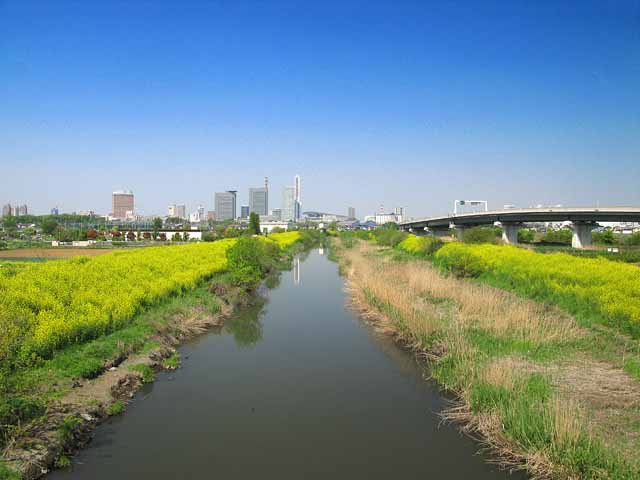
見沼田んぼからさいたま新都心を望む

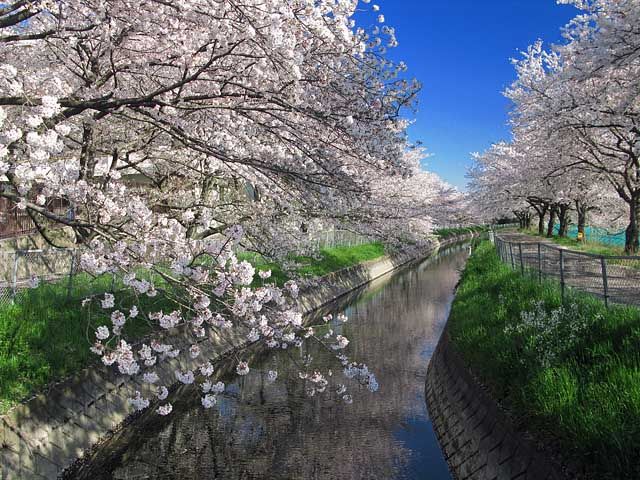
見沼代用水の桜並木（蓮見新田地区付近）

現在の見沼田んぼは、耕作放棄地が進み荒地となっている箇所も増えたことから、さいたま市は、見沼田圃の歴史と自然を後世に残すため『さいたま市見沼田圃基本計画』を策定した。
主に見沼セントラルパーク構想を軸とするもので、区域内を100 haの公園に整備する構想である。その先駆けとして、合併記念見沼公園（3.9 ha）が開園している。今後その南側（12.2 ha）に防災公園の機能を持つ形で、この公園を拡張整備する計画（拡張後は16.1 haとなり、さいたまセントラルパークに改称される予定）である。他にも、見沼代用水に沿って日本一の桜並木を整備する取り組みも行われている。緑区には芝川第一調節池が整備され、往時の見沼の姿が一部復活している。
以下は現代の見沼田んぼの土地利用状況である。公園のほか、学校などの公共施設も建つ。また昭和期に一部宅地化された部分も存在する。
- 見沼通船堀公園 - 緑区大間木
- 大間木公園 - 緑区大間木
- 芝川第一調節池 - 緑区蓮見新田
- 大崎公園園芸植物園 - 緑区大崎
- 浦和くらしの博物館民家園 - 緑区下山口新田
- 新見沼大橋 - 緑区見沼
- 見沼氷川公園 - 緑区見沼（氷川女体神社に隣接）
- 見沼自然公園・さぎ山記念公園 - 緑区南部領辻
- 七里総合公園 - 見沼区膝子
- 首都高速埼玉新都心線 - 浦和区・見沼区・緑区
- 大原サッカー場（浦和レッズ練習場） - 浦和区大原
- 埼玉県障害者交流センター - 浦和区大原
- さいたま市立大原中学校 - 浦和区大原
- 合併記念見沼公園 - 大宮区天沼町
- 自治医大さいたま医療センター - 大宮区天沼町
- 大宮開成中学校・高等学校 - 大宮区天沼町
- 大宮消防署 - 大宮区天沼町
- 天沼テニス公園 - 大宮区天沼町
- さいたま市立芝川小学校 - 大宮区天沼町
- さいたま市立第二東中学校 - 大宮区天沼町
- 大宮公園（第二・第三公園の区域） - 大宮区堀の内町・見沼区大和田町
- 大和田公園 - 大宮区寿能町・見沼区大和田町
  - 市営大宮球場 - 大宮区寿能町
  - さいたま市大宮体育館 - 見沼区大和田町
- 市民の森・見沼グリーンセンター・指導農場 - 北区見沼
- さいたま市立土呂中学校 - 北区見沼
- 東大宮操車場 - 北区本郷町
- さとえ学園小学校 - 北区本郷町